# Các thuật ngữ và khái niệm Phật giáo
Các thuật ngữ và khái niệm Phật giáo, bảng chú giải thuật ngữ Phật giáo thường có nguồn gốc từ các tư tưởng triết lý đến từ Ấn Độ, Tây Tạng, Nhật Bản... và qua đường Trung Hoa vào Việt Nam. Các thuật ngữ và khái niệm được liệt kê trong bảng sau đây là để giúp người đọc hiểu được nguyên gốc của chúng, cũng như đưa ra một định nghĩa sơ khởi của thuật ngữ hay khái niệm đó.
Các ngôn ngữ và tông phái được nhắc đến trong bài:
- Tiếng Pali: đặc biệt được dùng trong các kinh của Thượng tọa bộ, hay "Phật giáo nguyên thủy", (Theravada)
- Tiếng Phạn (Sanskrit) và Phật giáo tạp chủng phạn ngữ (Buddhist Hybrid Sanskrit): được dùng nhiều trong Phật giáo Đại thừa
- Tiếng Tây Tạng: trong Phật giáo Tây Tạng, đặc biệt là Kim cang thừa
- Chữ Hán, Hán-Việt và các ngôn ngữ thuộc nhóm CJKV (Chinese-Japanese-Korean-Vietnamese)

## A
| Định nghĩa    | Từ nguyên                                                                                | Trong các ngôn ngữ khác                                                                                     |
| ------------- | ---------------------------------------------------------------------------------------- | --- |
| A-di-đà       | - sa.: amitābha ("vô lượng ánh sáng") và amitāyus ("vô lượng đời sống")                  | - 阿彌陀 hay 阿彌陀佛, 阿弥陀 hay 阿弥陀仏 - zh.: Āmítuó hay Āmítuó fó - ja.: Amida hay Amida-butsu         |
| A-hàm         | - sa.: Āgama                                                                             | - pi.: Nikāya - 阿含 - zh.: Āhán - ja.: Agon                                                                |
| ái            | - zh.: 愛                                                                                | - pi.: taṇhā - sa.: tṛṣṇā - 愛 - zh.: ài - ja.: ai                                                          |
| a-la-hán      | - pi.: arahat hay arahant - sa.: arhat hay arhant                                        | - bo.: དགྲ་ཅོམ་པ་, dgra com pa - 阿羅漢 - zh.: āluóhàn - ja.: arakan                                          |
| a-lại-da thức | - pi., sa.: ālayavijñāna                                                                 | - bo.: ཀུན་གཞི་རྣམ་པར་ཤེས་པ་ kun gzhi rnam par shes pa - 阿賴耶識, 阿頼耶識 - zh.: ālàiyēshí - ja.: araya-shiki |
| a-tì-đạt-ma   | - abhi là "bên trên" hay "thuộc về", dhamma là "đạo" - pi.: abhidhamma - sa.: abhidharma | - bo.: chos mngon pa - 阿毗達磨 - zh.: ?? - ja.: ??                                                         |
| a-xà-lê       | - pi.: ācāriya - sa.: ācārya                                                             | - th.: อาจารย์ ajahn - 阿闍梨, 阿闍梨耶 - zh.: āshélí hay āshélíyē - ja.: ajari hay ajariya                  |
| ấn            | - zh.: 印                                                                                | - sa.: mudrā - bo.: ཕྱག་རྒྱ་ phyag rgya - 印 - zh.: ?? - ja.: inzō                                             |

- A
- Ă
- Â
- B
- C
- D
- Đ
- E
- F
- G
- H
- I
- J
- K
- L
- M
- N
- O
- P
- Q
- R
- S
- T
- U
- Ư
- V
- W
- X
- Y
- Z

## B
| Định nghĩa                             | Từ nguyên                                  | Trong các ngôn ngữ khác                                                                                            |
| -------------------------------------- | ------------------------------------------ | --- |
| ba-la-mật-đa/ba-la-mật                 | - pi.: parami - sa.: pāramitā              | - 波羅蜜 - zh.: bōluómì - ja.: haramitsu                                                                           |
| Ban-thiền Lạt-ma                       | - bo.: པན་ཆེན་བླ་མ་ panchen blama            | - sa.: paṇḍitaguru - 班禪喇嘛 - zh.: ?? - ja.: ??                                                                  |
| báo thân                               | - zh.: 報身                                | - sa.: saṃbhogakāya - 報身 - zh.: bàoshēn - ja.: hōshin                                                            |
| Bát chính đạo                          | - zh.: 八正道                              | - pi.: aṭṭhāṅgika-magga - sa.: aṣṭāṅgika-mārga - th.: อริยมรรค ariya-mak - 八正道 - zh.: Bāzhèngdào - ja.: Hasshōdō |
| bát-nhã                                | - pi.: paññā - sa.: prajñā                 | - 般若 - zh.: bānruò - ja.: hannya                                                                                 |
| bát-nhã-ba-la-mật-đa/bát-nhã-ba-la-mật | - đến từ bát-nhã và ba-la-mật-đa           | - sa.: prajñāpāramitā - pi.: paññāparami - 般若波羅蜜多 - zh.: bānruòbōluómì - ja.: hannya-haramita                |
| bát-niết-bàn                           | - gốc từ Niết-bàn                          | - pi.: parinibbāna - sa.: parinirvāṇa - 般涅槃 - zh.: bān nièpán - ja.: hatsunehan                                 |
| bất hại                                | - zh.: 不害                                | - sa.: ahiṃsā - pi.: ahiṃsā - 不害 - zh.: bù hài - ja.: fugai                                                      |
| Bích-chi Phật                          | - zh.: 辟支佛                              | - pi.: paccekabuddha - sa.: pratyekabuddha - 辟支佛 - zh.: ?? - ja.: Hyakushibutsu                                 |
| bố thí                                 | - zh.: 布施                                | - pi., sa.: dāna - 布施 - zh.: bushī - ja.: fuse                                                                   |
| bồ-đề                                  | - pi., sa.: bodhi                          | - 菩提 - zh.: pútí - ja.: bodai                                                                                    |
| bồ-đề tâm                              | - đến từ bồ-đề                             | - pi., sa.: bodhicitta - bo.: བྱང་ཆུབ་ཀྱི་སེམས་ byang chub kyi sems - 菩提心 - zh.: pútíxīn - ja.: bodaishin            |
| Bồ-đề thụ                              | - đến từ bồ-đề                             | - 菩提樹 - sa.: bodhidruma, bodhitaru - zh.: Pútishù - ja.: Bodaiju                                                |
| bồ-tát                                 | - zh.: 菩薩                                | - pi.: bodhisatta - sa.: bodhisattva - 菩薩 - zh.: púsà - ja.: bosatsu                                             |
| Bộ kinh                                | - zh.: 部經                                | - pi.: Nikāya - sa.: Āgama - 部經 - zh.: Bùjīng - ja.: ??                                                          |
| bụt                                    | - từ √budh: "thức tỉnh" - pi., sa.: buddha | - 佛, 仏 - zh.: fó - ja.: butsu hay hotoke                                                                         |

- A
- Ă
- Â
- B
- C
- D
- Đ
- E
- F
- G
- H
- I
- J
- K
- L
- M
- N
- O
- P
- Q
- R
- S
- T
- U
- Ư
- V
- W
- X
- Y
- Z

## C
| Định nghĩa | Từ nguyên            | Trong các ngôn ngữ khác                                                   |
| ---------- | -------------------- | ------------------------------------------------------------------------- |
| cận sự nam | - zh.: 近事 (cận sự) | - sa.: upāsaka - 近事男 - zh.: jìnshìnán - ja.: ??                        |
| cận sự nữ  | - zh.: 近事 (cận sự) | - sa.: upāsika - 近事女 - zh.: jìnshìnǚ - ja.: ??                         |
| chân âm    | - zh.: 真言          | - sa.: mantra - 真言 - zh.: zhēnyán - ja.: shingon                        |
| chính niệm | - zh.: 正念          | - pi.: sammā-sati - sa.: samyag-smṛti - 正念 - zh.: zhèngniàn - ja.: ??   |
| chủng tử   | - zh.: 種子          | - sa.: bīja - 種子 - zh.: zhŏngzi - ja.: shushi                           |
| công án    | - zh.: 公案          | - 公案 - zh.: gōng-àn - ja.: gong'an                                      |
| Cực lạc    | - zh.: 極樂          | - sa.: sukhāvatī; - bo.: བདེ་བ་ཅན་ Dewachen - 極樂 - zh.: jílè - ja.: jōdo |

- A
- Ă
- Â
- B
- C
- D
- Đ
- E
- F
- G
- H
- I
- J
- K
- L
- M
- N
- O
- P
- Q
- R
- S
- T
- U
- Ư
- V
- W
- X
- Y
- Z

## D
| Định nghĩa       | Từ nguyên                               | Trong các ngôn ngữ khác                                                                                                   |
| ---------------- | --------------------------------------- | --- |
| danh sắc         | - zh.: 名色                             | - pi., sa.: nāmarūpa - 名色 - zh.: míngsè - ja.: myōshiki                                                                 |
| Di-lặc           | - zh.: 彌勒 hay 彌勒佛, 弥勒 hay 弥勒仏 | - pi.: Metteyya - sa.: Maitreya - 彌勒 hay 彌勒佛, 弥勒 hay 弥勒仏 - zh.: Mílè hay Mílè Fó - ja.: Miroku hay Miroku-butsu |
| dục giới         | - zh.: 欲界                             | - pi.: kāmadhātu, kāmaloka - sa.: kāmadhātu, kāmaloka - bo.: འདོད་ཁམས་ `dod khams - 欲界 - zh.: yùjiè - ja.: ??            |
| du-già           | - sa.: yoga                             | - 瑜伽 - zh.: ?? - ja.: ??                                                                                                |
| duyên/duyên khởi | - zh.: 因縁, 緣起                       | - pi.: paṭicca-samuppāda - sa.: pratītya-samutpāda - 因縁, 緣起 - zh.: yīn, yuánqǐ - ja.: innen, engi                     |
| Duy thức tông    | - zh.: 唯識宗                           | - sa.: vijñaptimātravādin - 唯識宗 - zh.: ?? - ja.: ??                                                                    |

- A
- Ă
- Â
- B
- C
- D
- Đ
- E
- F
- G
- H
- I
- J
- K
- L
- M
- N
- O
- P
- Q
- R
- S
- T
- U
- Ư
- V
- W
- X
- Y
- Z

## Đ
| Định nghĩa                    | Từ nguyên                        | Trong các ngôn ngữ khác                                                         |
| ----------------------------- | -------------------------------- | ------------------------------------------------------------------------------- |
| đại thành tựu                 | - zh.: 大成就                    | - sa.: mahāsiddhi - th.: มหายาน - 大成就 - zh.: dàchéngjiù - ja.: ??            |
| đại thủ ấn                    | - zh.: 大手印                    | - sa.: mahāmudrā - bo.: ཕྱག་རྒྱ་ཆེན་པོ་ chag-je chen-po - 大手印 - zh.: ?? - ja.: ?? |
| Đại thừa                      | - zh.: 大乘                      | - sa.: mahāyāna - 大乘 - zh.: Dàshèng - ja.: Daijō                              |
| đát-đặc-la                    | - zh.: 怛特羅                    | - sa.: tantra - 怛特羅 - zh.: dátèluó - ja.: ??                                 |
| Đạt Lai Lạt Ma/Đạt-lại Lạt-ma | - bo.: ཏཱ་ལའི་བླ་མ་ taa-la'i bla-ma | - 達賴喇嘛 - zh.: Dálài Lǎma - ja.: Darai Rama                                  |
| điển toạ                      | - zh.: 典座                      | - 典座 - zh.: diànzuò - ja.: tenzo                                              |
| độc tham                      | - zh.: 獨參                      | - 獨參 - zh.: dúcān - ja.: dokusan                                              |

- A
- Ă
- Â
- B
- C
- D
- Đ
- E
- F
- G
- H
- I
- J
- K
- L
- M
- N
- O
- P
- Q
- R
- S
- T
- U
- Ư
- V
- W
- X
- Y
- Z

## G
| Định nghĩa | Từ nguyên   | Trong các ngôn ngữ khác                                                                                           |
| ---------- | ----------- | --- |
| giác tính  | - zh.: 覚性 | - sa.: buddhatā - 覚性 - zh.: ?? - ja.: kakushō                                                                   |
| giải thoát | - 解脱      | - pi.: mokkha, vimokkha, mutti, vimutti - sa.: mokṣa, vimokṣa, mukti, vimukti - 解脱 - zh.: jiětuō - ja.: gedatsu |
| giới       | - zh.: 戒   | - pi.: sīla - sa.: śīla - 戒 - zh.: jiè - ja.: kai                                                                |

- A
- Ă
- Â
- B
- C
- D
- Đ
- E
- F
- G
- H
- I
- J
- K
- L
- M
- N
- O
- P
- Q
- R
- S
- T
- U
- Ư
- V
- W
- X
- Y
- Z

## H
| Định nghĩa  | Từ nguyên   | Trong các ngôn ngữ khác                                                    |
| ----------- | ----------- | -------------------------------------------------------------------------- |
| hành        | - zh.: 行   | - pi.: saṅkhāra - sa.: saṃskāra - 行 - zh.: xíng - ja.: gyō                |
| hiệp chưởng | - zh.: 合掌 | - sa.: añjali - 合掌 - zh.: hézhǎng - ja.: gasshō                          |
| hoá thân    | - zh.: 化身 | - bo.: སྤྲུལ་སྐུ་ tulku - sa.: nirmāṇa-kāya - 化身 - zh.: huàshēn - ja.: keshin |
| Hộ pháp     | - zh.: 護法 | - pi.: dhammapāla - sa.: dharmapāla - 護法 - zh.: ?? - ja.: ??             |
| hữu         | - zh.: 有   | - pi., sa.: bhava - 有 - zh.: yǒu - ja.: u                                 |
| hữu luân    | - zh.: 有輪 | - pi.: bhavacakka - sa.: bhava-cakra - 有輪 - zh.: ?? - ja.: ??            |

- A
- Ă
- Â
- B
- C
- D
- Đ
- E
- F
- G
- H
- I
- J
- K
- L
- M
- N
- O
- P
- Q
- R
- S
- T
- U
- Ư
- V
- W
- X
- Y
- Z

## K
| Định nghĩa     | Từ nguyên     | Trong các ngôn ngữ khác                                                           |
| -------------- | ------------- | --------------------------------------------------------------------------------- |
| không hành nữ  | - zh.: 空行女 | - sa.: ḍākinī - bo.: མཁའ་འགྲོ་མ་ mkha` `gro ma - 空行女 - zh.: ?? - ja.: ??         |
| khổ            | - zh.: 苦     | - pi.: dukkha - sa.: duḥkha - 苦 - zh.: kǔ - ja.: ku                              |
| kiến tính      | - zh.: 見性   | - 見性 - zh.: jiànxìng - ja.: kenshō                                              |
| Kim cương thừa | - zh.: 金剛乘 | - sa.: vajrayāna - 金剛乘 - zh.: Jīngāng chéng - ja.: ??                          |
| kinh           | - zh.: 經     | - pi.: sutta - sa.: sūtra - 經, 経 - zh.: jīng - ja.: kyō                         |
| Kinh tạng      | - zh.: 經藏   | - pi.: Sutta-piṭaka - sa.: Sūtra-piṭaka - 經藏, 経蔵 - zh.: Jīngcáng - ja.: Kyōzō |

- A
- Ă
- Â
- B
- C
- D
- Đ
- E
- F
- G
- H
- I
- J
- K
- L
- M
- N
- O
- P
- Q
- R
- S
- T
- U
- Ư
- V
- W
- X
- Y
- Z

## L
| Định nghĩa  | Từ nguyên        | Trong các ngôn ngữ khác                                                                     |
| ----------- | ---------------- | ------------------------------------------------------------------------------------------- |
| lão sư      | - zh.: 老師      | - 老師 - zh.: lǎo shī - ja.: rōshi                                                          |
| lão tử      | - zh.: 老死      | - pi., sa.: jarāmaraṇa - 老死 - zh.: ?? - ja.: ??                                           |
| lạt-ma      | - bo.: བླ་མ་ lama | - sa.: guru - 喇嘛 - zh.: lǎma - ja.: rama                                                  |
| Lâm Tế tông | - zh.: 臨濟宗    | - 臨濟宗 - zh.: Línjì-zōng - ja.: Rinzai-shū                                                |
| luân hồi    | - zh.: 輪迴      | - pi., sa.: saṃsāra - 輪迴 - zh.: lúnhúi - ja.: rinne                                       |
| Luận tạng   | - zh.: 論藏      | - pi.: Abhidhamma-piṭaka - sa.: Abhidharma-piṭaka - 論藏 - zh.: Lùnzàng - ja.: Ronzō        |
| Luật tạng   | - zh.: 律藏      | - pi., sa.: Vinaya-piṭaka - 律藏 - zh.: Lǜzàng - ja.: Ritsuzō                               |
| lục nhập    | - zh.: 六入      | - pi.: saḷāyatana - sa.: ṣaḍāyatana - 六入 hay 六処 - zh.: liùrù - ja.: rokunyū hay rokusho |

- A
- Ă
- Â
- B
- C
- D
- Đ
- E
- F
- G
- H
- I
- J
- K
- L
- M
- N
- O
- P
- Q
- R
- S
- T
- U
- Ư
- V
- W
- X
- Y
- Z

## M
| Định nghĩa | Từ nguyên | Trong các ngôn ngữ khác           |
| ---------- | --------- | --------------------------------- |
| mõ         |           | - 木魚 - zh.: mùyú - ja.: mokugyo |

- A
- Ă
- Â
- B
- C
- D
- Đ
- E
- F
- G
- H
- I
- J
- K
- L
- M
- N
- O
- P
- Q
- R
- S
- T
- U
- Ư
- V
- W
- X
- Y
- Z

## N
| Định nghĩa   | Từ nguyên                          | Trong các ngôn ngữ khác |
| ------------ | ---------------------------------- | --- |
| nam-mô       | - pi.: namo - sa.: namaḥ hay namas | - 南無 - zh.: nammu - ja.: namu hay nam |
| ngã          | - zh.: 我                          | - pi.: atta - sa.: ātman - 我 - zh.: wǒ - ja.: ??                                                                                          |
| nghiệp       | - zh.: 業                          | - pi.: kamma - sa.: karma - th.: กรรม kam - 業 - zh.: yè - ja.: gō                                                                         |
| ngộ          | - zh.: 悟                          | - 悟 - zh.: wú - ja.: satori |
| ngũ uẩn      | - zh.: 五蘊                        | - pi.: pañca khandha - sa.: pañca skandha - 五蘊 - zh.: wǔyùn - ja.: go-on                                                                 |
| nhân duyên   | - zh.: 因縁                        | - pi.: paṭicca-samuppāda - sa.: pratītya-samutpāda - bo.: རྟེན་ཅིང་འབྲེལ་བར་འབྱུང་བ་ rten cing `brel bar `byung ba - 因縁 - zh.: yīn - ja.: innen |
| Như Lai      | - zh.: 如来                        | - sa.: tathāgata - 如来 - zh.: rúlái - ja.: nyorai                                                                                         |
| Như Lai tạng | - zh.: 如来蔵                      | - sa.: tathāgatagarbha - 如来蔵 - zh.: rú lái ?? - ja.: nyuoraizō                                                                          |
| Niết-bàn     | - pi.: nibbāna - sa.: nirvāṇa      | - th.: นิพพาน nípphaan - 涅槃 - zh.: Nièpán - ja.: Nehan                                                                                    |

- A
- Ă
- Â
- B
- C
- D
- Đ
- E
- F
- G
- H
- I
- J
- K
- L
- M
- N
- O
- P
- Q
- R
- S
- T
- U
- Ư
- V
- W
- X
- Y
- Z

## P
| Định nghĩa  | Từ nguyên   | Trong các ngôn ngữ khác                                                      |
| ----------- | ----------- | ---------------------------------------------------------------------------- |
| pháp        | - zh.: 法   | - pi.: dhamma - sa.: dharma - 法 - zh.: fă - ja.: hō                         |
| pháp thân   | - zh.: 法身 | - sa.: dharmakāya - 法身 - zh.: fǎshēn - ja.: hosshin                        |
| Phật        | - zh.: 佛   | - 佛 - zh.: fó - ja.: hotoke                                                 |
| phật tính   | - zh.: 佛性 | - sa.: buddhatā hay buddha-svabhāva - 佛性, 仏性 - zh.: fóxìng - ja.: busshō |
| phương tiện | - zh.: 方便 | - sa.: upāya - 方便 - zh.: fāngbiàn - ja.: hōben                             |

- A
- Ă
- Â
- B
- C
- D
- Đ
- E
- F
- G
- H
- I
- J
- K
- L
- M
- N
- O
- P
- Q
- R
- S
- T
- U
- Ư
- V
- W
- X
- Y
- Z

## Q
| Định nghĩa  | Từ nguyên              | Trong các ngôn ngữ khác                                                            |
| ----------- | ---------------------- | ---------------------------------------------------------------------------------- |
| Quan Thế Âm | - zh.: 觀世音 hay 觀音 | - 觀世音 hay 觀音 - zh.: Guān Shì Yīn hay Guān Yīn - ja.: Kanzeon hay Kannon       |
| quán        | - zh.: 觀 hay 観       | - pi.: vipassanā - sa.: vipaśyanā hay vidarśanā - 觀 hay 観 - zh.: guān - ja.: kan |
| quy y       | - zh.: 歸依            | - pi.: saraṇa - sa.: śaraṇa - bo.: skyabs - 歸依 - zh.: ?? - ja.: ??               |

- A
- Ă
- Â
- B
- C
- D
- Đ
- E
- F
- G
- H
- I
- J
- K
- L
- M
- N
- O
- P
- Q
- R
- S
- T
- U
- Ư
- V
- W
- X
- Y
- Z

## S
| Định nghĩa | Từ nguyên   | Trong các ngôn ngữ khác                                                                    |
| ---------- | ----------- | ------------------------------------------------------------------------------------------ |
| sân        | - zh.: 瞋   | - sa.: dveṣa - 瞋 - zh.: chēn - ja.: jin                                                   |
| sắc giới   | - zh.: 色界 | - sa., pi.: rūpaloka, rūpadhātu - bo.: གཟུགས་ཁམས་ gzugs khams - 色界 - zh.: sèjiè - ja.: ?? |
| sinh       | - zh.: 生   | - pi., sa.: jāti - 生 - zh.: shēng - ja.: shō                                              |

- A
- Ă
- Â
- B
- C
- D
- Đ
- E
- F
- G
- H
- I
- J
- K
- L
- M
- N
- O
- P
- Q
- R
- S
- T
- U
- Ư
- V
- W
- X
- Y
- Z

## T
| Định nghĩa            | Từ nguyên                                   | Trong các ngôn ngữ khác                                                                                    |
| --------------------- | ------------------------------------------- | --- |
| tam bảo               | - zh.: 三寶                                 | - 三寶 - sa.: triratna - pi. tiratana - zh.: sānbăo - ja.: sanbō                                           |
| Tam độc               | - zh.: 三毒                                 | - bo.: dug gsum - 三毒 - zh.: Sāndú - ja.: Sandoku                                                         |
| tam giới              | - zh.: 三界                                 | - pi.: tiloka - sa.: triloka - bo.: ཁམས་གསུམ་ khams gsum - 三界 - zh.: sānjiè - ja.: sankai                 |
| Tam tạng              | - zh.: 三藏                                 | - pi.: Tipiṭaka - sa.: Tripiṭaka - th.: ไตรปิฎก Traipidok - 三藏 - zh.: Sānzàng - ja.: Sanzō - ko.: Samjang |
| tam thân              | - zh.: 三身                                 | - sa.: trikāya - 三身 - zh.: sānshēn - ja.: sanjin                                                         |
| Tam thời              | - zh.: 三時                                 | - 三時 - zh.: Sānshí - ja.: Sanji                                                                          |
| Tam luận tông         | - zh.: 三論宗                               | - 三論宗 - zh.: Sānlùnzōng - ja.: Sanron-shū                                                               |
| Tào Động tông         | - zh.: 曹洞宗                               | - 曹洞宗 - zh.: Cáodòng-zōng - ja.: Sōtō-shū                                                               |
| tăng già              | - pi., sa.: saṅgha                          | - 僧, 僧侶 - zh.: sēnglǚ - ja.: sōryō                                                                      |
| thần thể              | - zh.: 神體                                 | - sa.: iṣṭadevatā - 神體 - zh.: shéntí - ja.: shintai                                                      |
| Thiên Thai tông       | - zh.: 天台宗                               | - 天台宗 - zh.: tiāntāi-zōng - ja.: tendai-shū                                                             |
| thiền đường           | - zh.: 禅堂                                 | - 禅堂 - zh.: chántáng - ja.: zendo                                                                        |
| Thiền-na/Thiền        | - 禪那/禪 - pi.: jhāna - sa.: dhyāna        | - 禪那/禪 - zh.: Chánna/Chán - ja.: Zenna/Zen                                                              |
| Thiền tông            | - zh.: 禪宗                                 | - 禪宗 - zh.: Chánzōng - ja.: Zen-shū                                                                      |
| thủ                   | - zh.: 取                                   | - pi., sa.: upādāna - 取 - zh.: qǔ - ja.: shu                                                              |
| thụ                   | - zh.: 受                                   | - pi., sa.: vedanā - 受 - zh.: shòu - ja.: ju                                                              |
| thức                  | - zh.: 識                                   | - pi.: viññāṇa - sa.: vijñāna - 識 - zh.: shí - ja.: shiki                                                 |
| Thượng toạ bộ         | - zh.: 上座部                               | - pi.: Theravāda - sa.: Sthaviravāda - 上座部 - zh.: Shàngzuòbù - ja.: Jōzabu                              |
| tiếp tâm              | - zh.: 接心                                 | - 接心 - zh.: jiēxīn - ja.: sesshin                                                                        |
| Tiểu thừa             | - zh.: 小乘                                 | - 小乘 - zh.: Xiǎoshèng - ja.: Shōjō                                                                       |
| tính Không            | - zh.: 空                                   | - 空 - zh.: kōng - ja.: kū                                                                                 |
| tỉ-khâu/tỉ-khưu       | - pi.: bhikkhu - sa.: bhikṣu                | - bo.: དགེ་སློང་ dge slong - th.: ภิกขุ bhikku - 比丘 - zh.: bǐ qiū - ja.: biku                                 |
| tỉ-khâu-ni/tỉ-khưu-ni | - từ tỉ-khâu - pi.: bhikkhunī - sa.: bhikṣu | - bo.: དགེ་སློང་མ་ sde slong ma - th.: ภิกษุณี bhiksuni - 比丘尼 - zh.: bǐ qiū ní - ja.: bikuni                  |
| Tịnh độ tông          | - zh.: 净土宗                               | - 净土宗 - zh.: Jìngtǔ-zōng - ja.: Jōdo-shū - ko.: Jeongtojong                                             |
| toạ thiền             | - ja.: 坐禪 zazen                           | - 坐禪 - zh.: zuòchán                                                                                      |
| trung đạo             | - zh.: 中道                                 | - pi.: majjhimā paṭipadā - sa.: madhyamā pratipad - 中道 - zh.: zhōngdào - ja.: chūdō                      |
| trung hữu             | - zh.: 中有                                 | - sa.: antarābhava - bo.: བར་མ་དོའི་སྲིད་པ་ bar ma do'i srid pa - 中有 - zh.: zhongyǒu - ja.: chūu             |
| Trung quán tông       | - zh.: 中觀宗                               | - sa.: mādhyamika - bo.: དབུ་མ་པ་ dbu ma pa - 中觀宗 - zh.: Zhōngguānzōng - ja.: ??                         |
| Tứ diệu đế            | - zh.: 四諦                                 | - pi.: Cattāri ariya-saccāni - sa.: Catvāry āryasatyāni - 四諦 - zh.: Sìdì - ja.: Shitai                   |

- A
- Ă
- Â
- B
- C
- D
- Đ
- E
- F
- G
- H
- I
- J
- K
- L
- M
- N
- O
- P
- Q
- R
- S
- T
- U
- Ư
- V
- W
- X
- Y
- Z

## U
| Định nghĩa | Từ nguyên   | Trong các ngôn ngữ khác                               |
| ---------- | ----------- | ----------------------------------------------------- |
| ứng thân   | - zh.: 応身 | - sa.: nirmāṇakāya - 応身 - zh.: yìngshēn - ja.: ōjin |

- A
- Ă
- Â
- B
- C
- D
- Đ
- E
- F
- G
- H
- I
- J
- K
- L
- M
- N
- O
- P
- Q
- R
- S
- T
- U
- Ư
- V
- W
- X
- Y
- Z

## V
| Định nghĩa  | Từ nguyên     | Trong các ngôn ngữ khác                                                                                  |
| ----------- | ------------- | --- |
| vô minh     | - zh.: 無明   | - pi.: avijjā - sa.: avidyā - bo.: མ་རིག་པ་ ma rig-pa - 無明 - zh.: wúmíng - ja.: mumyō                   |
| vô ngã      | - zh.: 無我   | - pi.: anattā - sa.: anātman - 無我 - zh.: wúwǒ - ja.: muga                                              |
| vô sắc giới | - zh.: 無色界 | - sa., pi.: arūpaloka, arūpadhātu - bo.: གཟུགས་མེད་ཁམས་ gzugs med khams - 無色界 - zh.: wú sèjiè - ja.: ?? |
| vô thường   | - zh.: 無常   | - pi.: anicca - sa.: anitya - 無常 - zh.: wúcháng - ja.: mujō                                            |

- A
- Ă
- Â
- B
- C
- D
- Đ
- E
- F
- G
- H
- I
- J
- K
- L
- M
- N
- O
- P
- Q
- R
- S
- T
- U
- Ư
- V
- W
- X
- Y
- Z

## X
| Định nghĩa | Từ nguyên | Trong các ngôn ngữ khác                                        |
| ---------- | --------- | -------------------------------------------------------------- |
| xúc        | - zh.: 觸 | - pi.: phassa - sa.: sparśa - 觸 hay 触 - zh.: chù - ja.: soku |

- A
- Ă
- Â
- B
- C
- D
- Đ
- E
- F
- G
- H
- I
- J
- K
- L
- M
- N
- O
- P
- Q
- R
- S
- T
- U
- Ư
- V
- W
- X
- Y
- Z